# Богданівський провулок (Київ)
Богда́нівський прову́лок — провулок у Солом'янському районі міста Києва, місцевість Солом'янка. Пролягає від початку забудови поблизу Проспекту Повітряних Сил до Богданівської вулиці.
Прилучається Гладківська вулиця.

## Історія
Провулок виник наприкінці 20-х років XX століття під назвою Лермонтовська вулиця. Сучасна назва — з 1928 року.
До початку 1980-х років простягався від Повітрофлотського проспекту, згодом провулок було скорочено до сучасних розмірів, а згодом — офіційно ліквідовано. Довгий час провулок вважався зниклим, він є у переліку зниклих вулиць, вміщеному у довіднику «Вулиці Києва», виданому 1995 року.
Однак фактично провулок продовжує існувати і дотепер. Має вигляд дворового проїзду з декількома будинками (до вулиці приписаний щонайменше один житловий будинок).